# Knox County, Kentucky
Knox County är ett administrativt område i delstaten Kentucky, USA. År 2010 hade countyt 31 883 invånare. Den administrativa huvudorten (county seat) är Barbourville. 

## Geografi
Enligt United States Census Bureau har countyt en total area på 1 004 km². 1 004 km² av den arean är land och 0 km² är vatten. 

### Angränsande countyn
- Clay County - nordost
- Bell County - sydost
- Whitley County - sydväst
- Laurel County - nordväst